# Desirae Ridenour
Desirae Ridenour (n. 1999) é uma triatleta canadense, medalhista nos Jogos Pan-Americanos.